# Harold Warris Thompson
Sir Harold 'Tommy' Warris Thompson (Wombwell, Yorkshire, 15 februari 1908 – 31 december 1983) was een Engelse fysisch-chemicus.
Thompson deed onderzoek naar chemische reacties in gassen, fotochemie en spectroscopie. Tijdens de Tweede Wereldoorlog werkte hij aan infrarood spectroscopie voor de Minister of Aircraft Production, maar ook daarna deed Thompson verder onderzoek op dit gebied. Daarnaast had hij verdiensten ter bevordering van de internationale samenwerking van wetenschappers.

## Academisch leven
Thompson genoot een opleiding aan de King Edward VII School in Sheffield, waarna hij studeerde aan het Trinity College van de Universiteit van Oxford. Daar werd hij begeleid door Cyril Norman Hinshelwood. Thompson studeerde in 1929 af en werkte vervolgens in Berlijn met Fritz Haber en Max Planck. Nadat hij een PhD behaalde aan de Humboldtuniversiteit te Berlijn, keerde Thompson in 1930 terug naar Oxford.
Thompson ontving werd in 1946 verkozen tot Fellow of the Royal Society en werd verschillende keren onderscheiden, zoals met de Davy-medaille in 1965. In 1968 werd hij geridderd in Engeland, een eer die hem ook toebedeeld werd in de orde van de Franse Legioen van Eer in 1971.

## Voetbal
Thompson was zijn hele leven voetbalfan. In 1931 stichtte hij daarom Pegasus, een amateurvoetbalteam bestaande uit spelers afkomstig van de Universiteit van Cambridge en die van Oxford.

## Persoonlijk
Harold Thompson was de zoon van Emily en William Thompson, de directeir van een kolenmijn. Hij trouwde in 1938 met Grace Penelope Stradling, met wie hij twee kinderen kreeg.